# Sterope (Tochter des Porthaon)
Sterope (altgriechisch Στερόπη Sterópē, deutsch ‚Blitz‘) ist in der griechischen Mythologie eine Tochter des Porthaon, des Königs von Pleuron und Kalydon, und der Euryte.
Ihre Brüder waren Oineus, Agrios, Alkathoos, Melas und Leukopeus.
Acheloos, die Personifikation des gleichnamigen wasserreichsten Flusses Acheloos in Griechenland, machte sie zur Mutter der Sirenen, allerdings sind keine einzelnen Namen aus dieser Verbindung bekannt.